# アルジェラート
アルジェラート（伊: Argelato）は、イタリア共和国エミリア＝ロマーニャ州ボローニャ県にある、人口約9,600人の基礎自治体（コムーネ）。

## 地理

### 位置・広がり

#### 隣接コムーネ
隣接するコムーネは以下の通り。
- ベンティヴォーリオ
- カステル・マッジョーレ
- カステッロ・ダルジレ
- サーラ・ボロニェーゼ
- サン・ジョルジョ・ディ・ピアーノ

### 気候分類・地震分類
アルジェラートにおけるイタリアの気候分類 (it) および度日は、zona E, 2338 GGである。
また、イタリアの地震リスク階級 (it) では、zona 3 (sismicità bassa) に分類される。

## 行政

### 分離集落
アルジェラートには、以下の分離集落（フラツィオーネ）がある。
- Casadio, Funo, Volta Reno